# Luchthaven Vilnius
Luchthaven Vilnius is de grootste luchthaven van Litouwen en ligt ongeveer 6 km ten zuiden van de hoofdstad Vilnius. Sinds 17 juli 1944 wordt dit vliegveld weer gebruikt voor burgerluchtvaart, nadat het in de Tweede Wereldoorlog dienst had gedaan als militair vliegveld.